# 国吉町 (浜松市)
国吉町（くによしちょう）は静岡県浜松市中央区の町名。丁番を持たない単独町名である。住居表示未実施。

## 地理
浜松市中央区の東部に位置する。東で磐田市源平新田、長森及び森本、西で安間町、南で材木町、北で中野町と接する。

### 学区
小学校・中学校の学区は以下の通りである。
- 浜松市立中ノ町小学校
- 浜松市立天竜中学校

## 歴史

### 沿革
- 1889年（明治22年）4月1日 - 町村制の施行により、豊田郡国吉村・川越島村・萱場村が周辺の村と合併して豊田郡中ノ町村となる。旧村名は中ノ町村の大字として残る[書籍 1]。
- 1896年（明治29年）4月1日 - 郡制の施行により、中ノ町村の所属郡が浜名郡に変更となる。
- 1954年（昭和29年）3月31日 – 中ノ町村が浜松市に編入される。
- 1955年（昭和30年） – 大字国吉から国吉町に町名変更するとともに、大字川越島全域と大字萱場の南部を編入する[書籍 2]。
- 2007年（平成19年）4月1日 - 浜松市が政令指定都市となる。国吉町は東区の一部となる。
- 2024年（令和6年）1月1日 - 浜松市の行政区再編により、国吉町は中央区の一部となる。

## 施設
- 国土交通省浜松河川国道事務所中野町出張所
- 曹洞宗 國龍山 西泉寺
- 大宮神社

## 交通

### 道路
- 静岡県道313号笠井飯田線

## その他

### 警察
警察の管轄区域は以下の通りである。
| 番・番地等 | 警察署       | 交番・駐在所 |
| ---------- | ------------ | ------------ |
| 全域       | 浜松東警察署 | 和田交番     |

### 消防
消防の管轄区域は以下の通りである。
| 番・番地等 | 消防署   | 本署/出張所 |
| ---------- | -------- | ----------- |
| 全域       | 東消防署 | 本署        |

### 書籍
1. ↑  『浜松市史 三』浜松市役所、1980年3月26日、176頁。
2. ↑  『わがまち文化誌 天竜川と東海道 -浜松の東玄関-』浜松市天竜公民館、1994年2月26日、26頁。

### WEB
1. ↑  “h02_22.csv”.   総務省 (2022年2月10日). 2024年6月28日閲覧。
2. ↑  “chuouku_menseki.xlsx”.   浜松市 (2024年3月12日). 2024年6月28日閲覧。
3. ↑  “静岡県 浜松市中央区 国吉町の郵便番号 - 日本郵便”.   日本郵便. 2025年2月15日閲覧。
4. ↑  “市外局番の一覧”.   総務省 (2022年3月1日). 2024年6月28日閲覧。
5. ↑  “事業所案内及び管轄地域（事務所3件、分室3件）”.   一般社団法人静岡県自動車会議所. 2024年6月28日閲覧。
6. ↑  “住居表示実施状況／浜松市”.   浜松市 (2024年1月4日). 2024年6月28日閲覧。
7. ↑  “学校名から探す／浜松市”.   浜松市 (2024年1月1日). 2024年6月28日閲覧。
8. ↑  “和田交番｜静岡県警察”.   静岡県警察 (2024年1月1日). 2024年6月28日閲覧。
9. ↑  “消防署の町別管轄「く」／浜松市”.   浜松市 (2023年4月3日). 2024年6月28日閲覧。